# Mikiko
 (août 2023).
La mise en forme du texte ne suit pas les recommandations de Wikipédia : il faut le « wikifier ».
Les points d'amélioration suivants sont les cas les plus fréquents. Le détail des points à revoir est peut-être précisé sur la page de discussion.
- Les titres sont pré-formatés par le logiciel. Ils ne sont ni en capitales, ni en gras.
- Le texte ne doit pas être écrit en capitales (les noms de famille non plus), ni en gras, ni en italique, ni en « petit »…
- Le gras n'est utilisé que pour surligner le titre de l'article dans l'introduction, une seule fois.
- L'italique est rarement utilisé : mots en langue étrangère, titres d'œuvres, noms de bateaux, etc.
- Les citations ne sont pas en italique mais en corps de texte normal. Elles sont entourées par des guillemets français : « et ».
- Les listes à puces sont à éviter, des paragraphes rédigés étant largement préférés. Les tableaux sont à réserver à la présentation de données structurées (résultats, etc.).
- Les appels de note de bas de page (petits chiffres en exposant, introduits par l'outil «  Source ») sont à placer entre la fin de phrase et le point final[comme ça].
- Les liens internes (vers d'autres articles de Wikipédia) sont à choisir avec parcimonie. Créez des liens vers des articles approfondissant le sujet. Les termes génériques sans rapport avec le sujet sont à éviter, ainsi que les répétitions de liens vers un même terme.
- Les liens externes sont à placer uniquement dans une section « Liens externes », à la fin de l'article. Ces liens sont à choisir avec parcimonie suivant les règles définies. Si un lien sert de source à l'article, son insertion dans le texte est à faire par les notes de bas de page.
- La présentation des références doit suivre les conventions bibliographiques. Il est recommandé d'utiliser les modèles {{Ouvrage}}, {{Chapitre}}, {{Article}}, {{Lien web}} et/ou {{Bibliographie}}. Le mode d'édition visuel peut mettre en forme automatiquement les références.
- Insérer une infobox (cadre d'informations à droite) n'est pas obligatoire pour parachever la mise en page.

Pour une aide détaillée, merci de consulter Aide:Wikification.
Si vous pensez que ces points ont été résolus, vous pouvez retirer ce bandeau et améliorer la mise en forme d'un autre article.
Mikiko Mizuno (水野 幹子, Mizuno Mikiko), née le 11 août 1977, connue simplement sous le nom de Mikiko ou Mikiko-métal (tous deux stylisés en majuscules), est une danseuse et chorégraphe japonaise. Elle est directrice et chorégraphe principale, de la troupe de danse high-tech Elevenplay, et travaille également avec des artistes tels que Perfume, Sakura Gakuin, Babymetal et Gen Hoshino. Elle est consultante en production pour la présentation culturelle du Japon lors de la cérémonie de clôture des Jeux olympiques d'été de 2016.

## Biographie

### Jeunesse
Mikiko est née à Tokyo, au Japon. Elle est la plus jeune des trois sœurs, sa famille a déménagé à Hiroshima quand elle avait deux ans en raison du transfert d'emploi de son père. Sa maison à Hiroshima était située le long du boulevard de la Paix où se tenait le Festival des fleurs de Hiroshima chaque année en mai, où elle a observé le processus de construction de la charpente de la scène. Comme son père travaillait dans une agence de publicité, elle a pu voir des performances en direct et le travail dans les coulisses, et elle a appris le métier de chorégraphe lorsqu'elle a vu une performance en direct du Yomei Club depuis les coulisses. En tant que membre du club de bâton du Yasuda Girl's Junior High School, elle a participé à la scène et au défilé du Festival des fleurs et a commencé à danser devant des gens et a commencé la danse hip-hop au lycée,.

### Carrière
En 1996, à l'âge de 19 ans, Mikiko commence à enseigner la danse en se basant sur son expérience du ballet et de la danse de rue. En 1999, à l'âge de 21 ans, alors qu'elle était encore à l'université, elle est devenue enseignante à la toute nouvelle Actor's School Hiroshima,,,. Ses premiers élèves comprenaient les futurs membres de Perfume, qui étaient alors en cinquième année d'école primaire,. Mikiko a chorégraphié la plupart de leurs chansons, à la fois dans le cadre des cours de chorégraphie à l'école et après le départ de Perfume pour Tokyo,. L'école organisait deux récitals chaque année, un au printemps et un à l'automne, et elle a créé la chorégraphie d'environ 50 chansons par an pour les élèves.
En 2000, Mikiko est devenue danseuse remplaçante pour MAX et a formé le groupe de danse VAX.
En 2005, à l'âge de 28 ans, Mikiko a signé un contrat de gestion avec l'agence artistique Amuse Inc., qui avait également signé Parfum deux ans auparavant, et a déménagé à Tokyo pour se concentrer sur la création d'œuvres. Elle a été recrutée directement par le président d'Amuse, Yokichi Osato, après avoir regardé la pièce de théâtre DRESS CODE, dans laquelle Mikiko a travaillé sur la production, la réalisation et la chorégraphie. Pour qu'elle devienne directrice de théâtre, Osato lui a demandé de déménager à New York pour étudier la mise en scène et améliorer sa sensibilité,,. Pendant son séjour aux États-Unis, elle a continué à enseigner la danse à Perfume et à d'autres artistes via la messagerie vidéo,. À son retour au Japon en 2008, elle ignorait que Perfume avait déjà son succès avec " Polyrhythm ",.
Après son retour au Japon, Mikiko a continué de chorégraphier et c'est ainsi qu'elle a formé Elevenplay en 2009. Depuis la formation de Sakura Gakuin en 2010, elle a chorégraphié toutes les chansons du groupe et de ses sous-unités, dont Babymetal. En 2012, elle chorégraphie le défilé de mode "CanColle!" organisé par les magazines de mode CanCam et AneCan,.
En 2014, Elevenplay et Hatsune Miku se sont produits en première partie du concert ArtRave: The Artpop Ball de Lady Gaga.
En 2015, Mikiko chorégraphie le clip de "Sun" et de  "Toki yo (時よ)" pour Gen Hoshino.
En 2016, Mikiko était chargée de la partie artistique de la cérémonie de remise du drapeau olympique lors de la cérémonie de clôture des Jeux olympiques d'été de 2016. La même année, elle chorégraphie la " Koi Dance" pour l'ending (la chanson Koi de Gen Hoshino) du drama de TBS  The Full-Time Wife Escapist,. La même année avec le Elevenplay elle a participé à la tournée Yellow Voyage de Gen Hoshino.
En 2017, Mikiko a été nommée au comité de planification des cérémonies d'ouverture et de clôture des Jeux olympiques d'été de 2020 . La même année elle a chorégraphié la chorégraphie de la chanson Doraemon et la tournée Continues de Gen Hoshino.
En 2019, Mikiko participe avec le Elevenplay au Dome tour Pop Virus de Gen Hoshino.
Cependant, il a été annoncé le 23 décembre 2020 que le comité avait été dissous en raison des "simplifications" nécessitées par la pandémie de COVID-19, qui avait également entraîné le report de l'événement lui-même à juillet 2021.
Le 31 décembre 2020, Perfume and Babymetal s'est produit dans le 71e NHK Kōhaku Uta Gassen. C'était la treizième apparition de Perfume et la première de Babymetal,.
En 2021, Mikiko a chorégraphié le clip de Cube de Gen Hoshino.
Le 23 février 2023, Mikiko a réalisé GIFT, le premier spectacle solo de patinage artistique jamais organisé au Tokyo Dome . Le spectacle a été créé, produit et interprété par le patineur artistique professionnel Yuzuru Hanyu.

## Récompenses et honneurs
En 2014, Mikiko a chorégraphié et réalisé une vidéo publicitaire pour Isetan qui a remporté le Good Design Award.
En 2015, la performance de Perfume au festival South by Southwest (SXSW) a remporté le Prix du Premier ministre / Grand Prix ACC dans la catégorie interactive du Festival ACC CM. Pour cette performance, Mikiko a créé le storyboard et a conseillé l'artiste et collaborateur fréquent Daito Manabe de Rhizomatiks et d'autres sur l'éclairage et le travail de caméra,.
En 2016, Mikiko a chorégraphié le clip de "Cold Stares" de Nosaj Thing, qui a reçu le prix de distinction aux prix autrichiens du Prix Ars Electronica dans la catégorie Computer Animation/Film/VFX.
En 2017, la Digital Media Association of Japan a décerné à Mikiko le prix spécial du jury lors de l'AMD Award '16,. Elle a également été sélectionnée comme l'une des "femmes de l'année" par Vogue Japan .
En 2018, Mikiko et l'auteure-compositrice-interprète Chisato Moritaka ont été intronisées aux Fourth Women of Excellence Awards.

## Style
L'objectif principal de Mikiko est de montrer la beauté du corps et de la personnalité de la danseuse, inspirée par les différences de types de corps et de cultures dont elle a été témoin aux États-Unis. Elle utilise des gestes quotidiens dans sa chorégraphie et déploie parfois des technologies de pointe telles que des projecteurs, des drones, des LED et des écrans semi-transparents mobiles,. Le chorégraphe qui l'a le plus influencée est Bob Fosse, qui a une "esthétique de la soustraction".
À propos de la chorégraphie de la danse pour le heavy metal, la scénariste et productrice Chiaki J. Konaka a fait remarquer que les influences de Mikiko comprenaient les rythmes explosifs et les solos de guitare du genre. Par exemple, la danse d'équitation dans l'intro de " Road of Resistance " de Babymetal est une visualisation de la technique de batterie Gladstone, et la danse en général est également synchronisée avec les solos de guitare.
La chorégraphie de Perfume est influencée par l'imagerie de science-fiction et met l'accent sur le haut du corps et les mouvements des mains robotiques. Une grande partie des aspects technologiques de pointe, tels que les drones, sont des technologies propriétaires développées en collaboration avec la société d'art numérique expérimentale Rhizomatiks et testées par Elevenplay avant d'être mises en œuvre dans les spectacles de Perfume.
La chorégraphie de la « Koi dance» décrit le son des instruments et les paroles à travers le mouvement. Gen Hoshino a décrit la chorégraphie comme « magnifiant le charme de la chanson et sa capacité à communiquer à l'auditeur plusieurs fois.